# Pterallastes
Pterallastes   (лат.) — род двукрылых из семейства журчалок подсемейства Eristalinae.

## Описание
Усики коротике, ариста без волосков. Лицо внизу выступает вперёд не длиннее лобного выроста. Бёдра задних ног без киля. Брюшко овальное.

## Систематика
В составе рода:
- Pterallastes bettyae Thompson, 1979[4]
- Pterallastes bomboides Thompson, 1974[2]
- Pterallastes thoracicus Loew, 1863 typus
- Pterallastes unicolor Shiraki, 1930

## Распространение
Реликтовый род, встречающийся юго-востоке Северной Америки и восточной Азии (Китай, Япония, юг Дальнего Востока).